# Museo Adriano Bernareggi
Il Museo diocesano Adriano Bernareggi di Bergamo, inaugurato nel 2000, è allestito nel palazzo Bassi Rathgeb, edificato nel 1520 da Pietro Isabello.

## Storia
Il museo ha caratteristiche prettamente religiose ed espone oggetti liturgici e di culto, oltre ad alcune opere provenienti dal territorio bergamasco, in primo luogo dipinti a sfondo religioso, gestito dalla Fondazione Adriano Bernareggi.
Dal 2019 la fondazione ha ridimensionato lo spazio espositivo conseguenza di un accordo di partenariato con l'Università degli Studi di Bergamo. Malgrado il ridimensionamento degli spazi e delle opere esposte, sono state aggiunte opere di arte contemporanea precedentemente progetti espositivi dell'Oratorio di San Lupo.
Al 2024 il museo risulta chiuso al pubblico.

## Opere fino al dicembre 2018
Il museo, disposto su tre livelli ed articolato in venti sale, espone le opere che mons. Adriano Bernareggi, vescovo di Bergamo, ha raccolto fra il 1932 e il 1935 nelle chiese della diocesi per documentarne la storia. Inoltre, l'esposizione segue un percorso didattico che illustra l'evoluzione del culto e della devozione popolare attraverso opere d'arte, arredi e paramenti sacri.

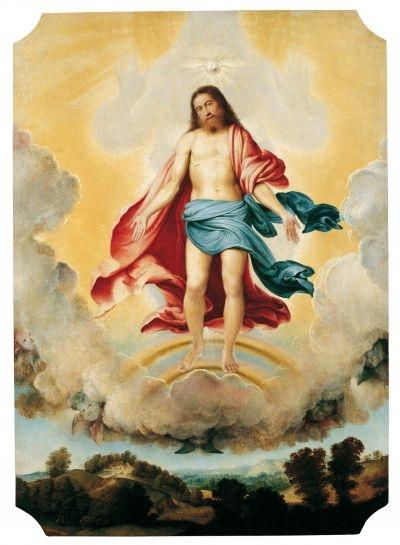
Lorenzo Lotto, Trinità, prima metà del XVI secolo, olio su tela, dalla Santissima Trinità in Bergamo

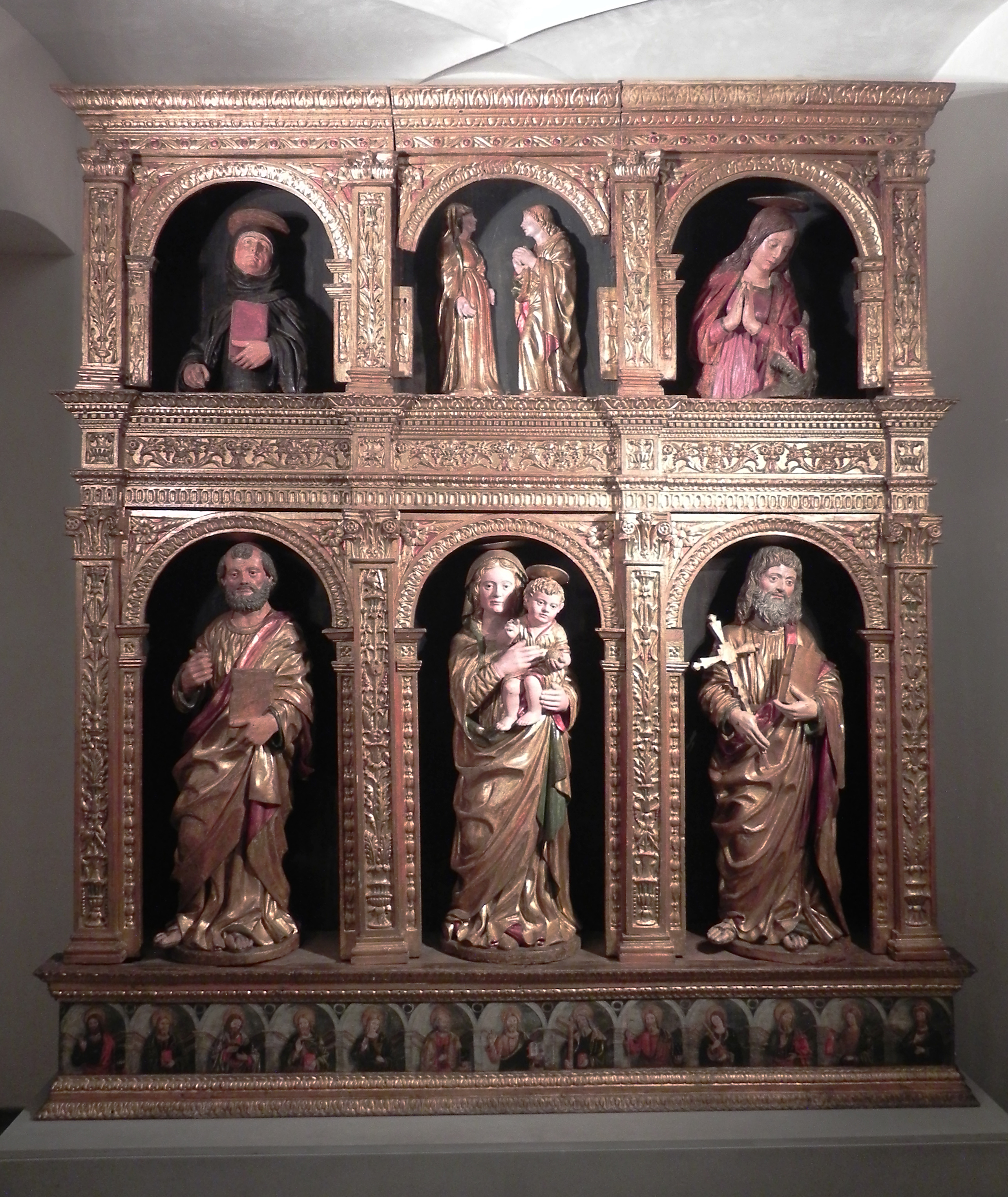
Pietro Bussolo e bottega, Ancona lignea con santi, 1495-1500 circa, e anonimo pittore lombardo, predella con Gesù tra gli apostoli, XV secolo (273x246 cm), dall'antica chiesa di Sant'Andrea a Villa d'Adda (BG)

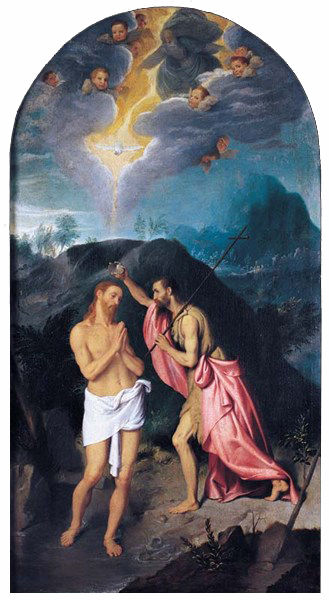
Giovanni Battista Moroni, Battesimo di Cristo, XVI secolo, olio su tela, 213x113 cm

### Sale delle Premesse e dei Sacramenti (I - II)
Il percorso prende il via da queste due sale, in cui sono esposte opere che illustrano la cultura devozionale e la liturgia sacramentale:
- Ancona lignea con (in basso) San Pietro, Madonna con bambino, Sant Andrea, (in alto) Sant Agostiniano, Maria Vergine con San Giovanni, Santa Margherita d'Antiochia 1495-1500 circa, legno policromo, di Pietro Bussolo e bottega;
- Ante di organo con gli Evangelisti ed angeli oranti (XVI secolo), olio su tavola, di anonimo pittore lombardo.

### Sala della Diocesi di Bergamo (III)
Si prosegue con questa sala, dove attraverso le opere presenti si ripercorre il cammino della chiesa bergamasca, tra queste:
- L'elemosina dei confratelli della Misericordia (XIII secolo), affresco strappato, di un anonimo pittore lombardo, proveniente dall'antica Cattedrale di San Vincenzo;
- ritratti di vari prelati (XVII - XVIII secolo);
- il Busto di papa Giovanni XXIII (XX secolo), in bronzo.

### Sala dell'altare (IV)
Nella sala è sottolineata la centralità dell'altare nella prassi liturgica. Di notevole interesse:
- la Borsa per corporale con Gesù Cristo eucaristico (XV secolo), in seta rossa ricamata, di manifattura nord-europea.

### Sale del Tempo liturgico (V - VII)
Attraverso l'esposizione dei paramenti sacri è presentato in queste sale l'avvicendarsi dell'anno liturgico scandito dall'uso di colori differenti che evidenziano la successione dei tempi.

### Sale dell'iconografia sacra (VIII - XII)
In queste sale si sviluppa la tematica dell'iconografia dei Santi, della Madonna, di Gesù Cristo e della Croce, attraverso notevoli opere fra cui merita evidenziare:
- Sant'Antonio abate (XV secolo), in legno scolpito, dipinto e argentato di anonimo scultore lombardo
- Sant'Apollonia (prima metà del XVI secolo), tempera su tavola, di Bernardo o Antonio Marinoni;
- San Carlo Borromeo (XVII secolo), olio su tela, di anonimo pittore milanese
- Estasi di san Francesco d'Assisi (XVII-XVIII secolo), olio su tela, di Antonio Balestra;
- Madonna con Gesù Bambino e il tronco di Jesse (XV secolo), alabastro scolpito con tracce di doratura di scuola inglese;
- Madonna con Gesù Bambino, santi e un devoto (XVI secolo), olio su tavola di Francesco di Bernardo de' Vecchi, detto Francesco Rizzo da Santacroce;
- Battesimo di Gesù Cristo (XVI secolo), olio su tela, di Giovan Battista Moroni;
- Gesù Cristo morto fra due angeli (seconda metà del XV secolo), olio su tavola, di Alvise Vivarini;
- Volto del Redentore (XV-XVI secolo), olio su tavola, di Marco d'Oggiono
- Croce di San Procolo (IX-X secolo), in lamina di argento sbalzata, di scuola longobarda.

### Sale della devozione (XIII - XV)
In queste sale si affronta il tema della devozione popolare privata nelle sue diverse espressioni umane. 
- Immacolata Concezione e devoti (XVI - XVII secolo), olio su tela, di Francesco Zucco;
- Santa Maria Maddalena comunicata da un angelo (XVII - XVIII secolo), olio su tela, attribuita a Gaspare Diziani;
- Ritratto di nobildonna (XVIII secolo), olio su tela, di un anonimo pittore bergamasco.

### Sale della serialità (XVI - XVIII)
Queste sale illustrano la diffusione di oggetti seriali legati alla devozione, alla preghiera o a particolari riti liturgici, come medagliette per i battesimandi, acquasantini, ex voto, reliquiari domestici e busti-reliquiario. Di notevole interesse i gonfaloni della confraternite, fra cui:
- Stendardo processionale con l'Assunzione di Maria Vergine (1612), olio su tela, di Maffeo Verona.

### Sala del Tesoro (XIX)
In questa sala si incontrano splendidi manufatti di oreficeria, quali:
- Calice (1448), in argento dorato, cesellato e smaltato, di Pandolfo Lorenzoni da Vertova;
- Reliquiario a croce astile (fine XIV - inizio XV secolo), in cristallo di rocca, della bottega di Bernardo e Marco Da Sesto;
- Calice (XVII - XVIII secolo) in argento in dorato, traforato, sbalzato e cesellato, di Carlo Giuseppe Grossi.

### Sala dei capolavori (XX)
L'intento di questa sala è quello di mettere in luce, tramite due capolavori, la presenza di opere di grande qualità entro il patrimonio artistico della Chiesa di Bergamo:
- Trinità (prima metà del XVI secolo), olio su tela, di Lorenzo Lotto, proveniente dalla chiesa della Santissima Trinità (Bergamo);
- Madonna con Gesù Bambino in gloria con san Francesco d'Assisi, san Carlo Borromeo e un donatore (primo quarto del XVII secolo), olio su tela, di Daniele Crespi.